# Axyracrus elegans
Axyracrus elegans is een spinnensoort in de taxonomische indeling van de buisspinnen (Anyphaenidae).
Het dier behoort tot het geslacht Axyracrus. De wetenschappelijke naam van de soort werd voor het eerst geldig gepubliceerd in 1884 * door Eugène Simon.